# Soyuz TMA-18M
Soyuz TMA-18M foi uma missão espacial conjunta à Estação Espacial Internacional. Ele transportou três tripulantes e foi o voo nº 127 de uma nave espacial Soyuz, desde o primeiro lançamento em 1967. A tripulação foi composta por um comandante russo e dois tripulantes, um dinamarquês e um cazaque. Ela ficou acoplada à ISS como veículo de escape de emergência e posteriormente serviu como nave de retorno dos dois integrantes da missão de um ano em órbita, o astronauta Scott Kelly e o cosmonauta  Mikhail Kornienko. O comandante da missão, o cosmonauta russo Sergei Volkov, participou das Expedições 45 e 46 por seis meses enquanto os outros dois tripulantes lançados nela fizeram uma estadia de dez dias e retornaram na Soyuz TMA-16M.
Inicialmente, a cantora britânica Sarah Brightman seria uma das integrantes deste voo como turista espacial mas pouco tempo antes da data programada ela desistiu da viagem e também não foi substituída por seu reserva, o empresário japonês Satoshi Takamatsu. O terceiro tripulante então foi o casaque Aimbetov, primeiro cosmonauta do Casaquistão no espaço. Andreas Mogensen também foi o primeiro astronauta dinamarquês no espaço, qualificado pela ESA. O retorno da TMA-18M se deu em 2 de março de 2016, com o comandante Volkov e os dois integrantes da One Year Mission que já se encontravam em órbita desde março de 2015, pousando nas estepes do Casaquistão.

## Tripulação

### Lançamento
| Posição             | Tripulante       | Duração          | Pousou na     |
| ------------------- | ---------------- | ---------------- | ------------- |
| Comandante          | Sergei Volkov    | 181d 23h 48m 07s | Soyuz TMA-18M |
| Engenheiro de voo 1 | Andreas Mogensen | 9d 20h 13m 47s   | Soyuz TMA-16M |
| Engenheiro de voo 2 | Aidyn Aimbetov   | 9d 20h 13m 47s   | Soyuz TMA-16M |

### Pouso
| Posição             | Tripulante        | Duração          | Pousou na     |
| ------------------- | ----------------- | ---------------- | ------------- |
| Comandante          | Sergei Volkov     | 181d 23h 48m 07s | Soyuz TMA-18M |
| Engenheiro de voo 1 | Mikhail Kornienko | 340d 08h 42m 54s | Soyuz TMA-16M |
| Engenheiro de voo 2 | Scott Kelly       | 340d 08h 42m 54s | Soyuz TMA-16M |

## Parâmetros da Missão
- Massa: 7.200 kg
- Perigeu: 398 km
- Apogeu: 406 km
- Inclinação: 51,65°
- Período orbital: 92,60 minutos

## Lançamento e acoplagem
A nave foi lançada do Cosmódromo de Baikonur, no Casaquistão, às 04:37:42 UTC de 2 de setembro de 2015, na ponta de um foguete Soyuz-FG. Os voos das naves tipo TMA-TM são programados para levar seis horas até a ISS, porém, mudanças na órbita da estação em fins de julho para evitar a colisão com detritos espaciais, ocasionaram uma mudança no plano de voo que fará com este levasse mais de 48 horas até a acoplagem. Com a chegada da Soyuz, esta é a primeira vez desde novembro de 2013 que a estação contou com nove integrantes ao mesmo tempo, até o retorno de Mogensen e Aimbetov em 12 de setembro. Volkov permanecerá em órbita por seis meses.
A nave acoplou-se ao módulo Poisk às 07:39 UTC de 4 de setembro depois de uma jornada de cerca de 51 horas até a ISS, com a escotilha entre entre a estação e a Soyuz sendo aberta cerca de três horas depois, para a cerimônia de boas-vindas aos novos ocupantes, perfazendo um total de nove astronautas a bordo da ISS pelo período de dez dias.

## Desacoplagem e pouso
A nave desacoplou-se do módulo Poisk da ISS a 1:02 UTC de 2 de março de 2016 encerrando a Expedição 46. Após a separação, ocorrida a 400 km de altitude sobre a Rússia, a espaçonave fez duas breves queimas de motores para começar a jornada de-orbital. Após a separação do módulo de serviço da cápsula de reentrada a 140 km de altitude e a travessia da camada de plasma na entrada da atmosfera, os paraquedas foram abertos a cerca de 10 km de altitude e a nave pousou em segurança às 4:26 UTC (10:26 hora local) nas estepes casaques, a sudeste da cidade de Dzhezkazgan, com a tripulação sendo recolhida por uma equipe de apoio de cerca de 300 integrantes.

## Galeria

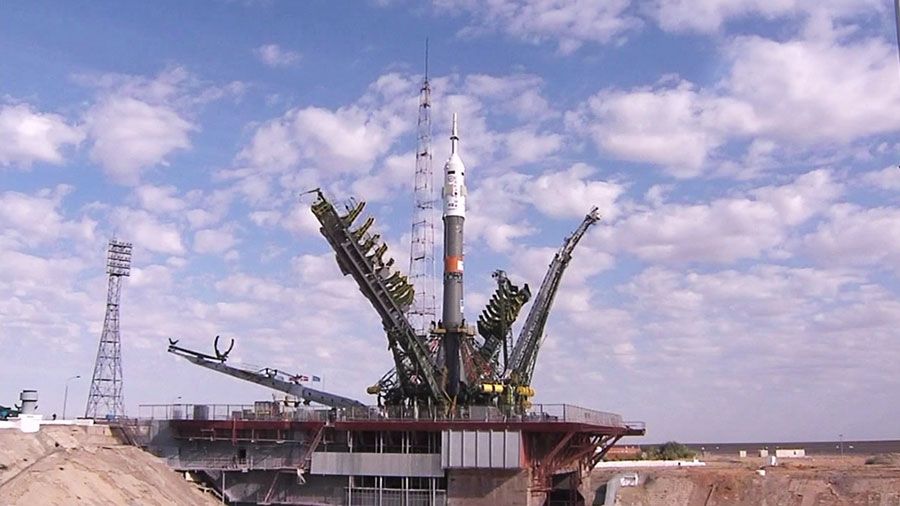
A nave na plataforma de lançamento.
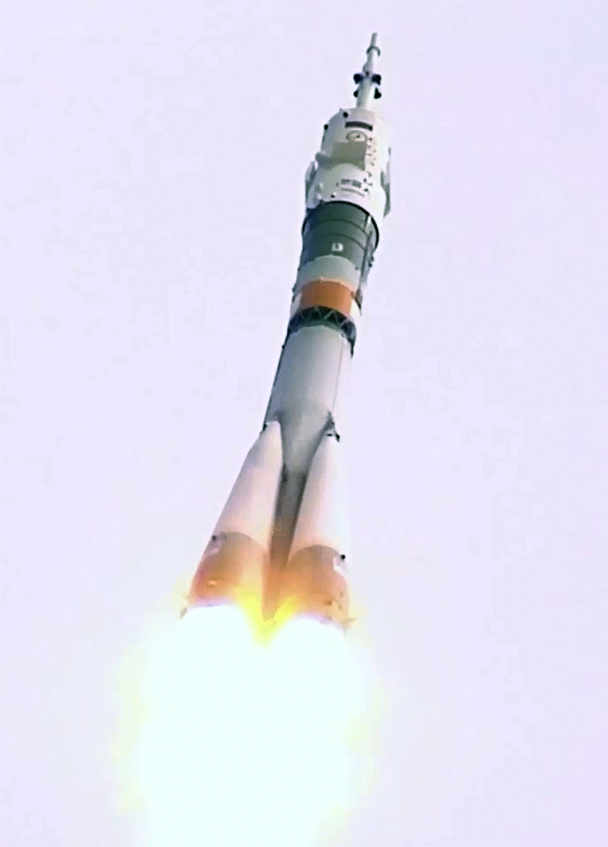
Lançamento em Baikonur.
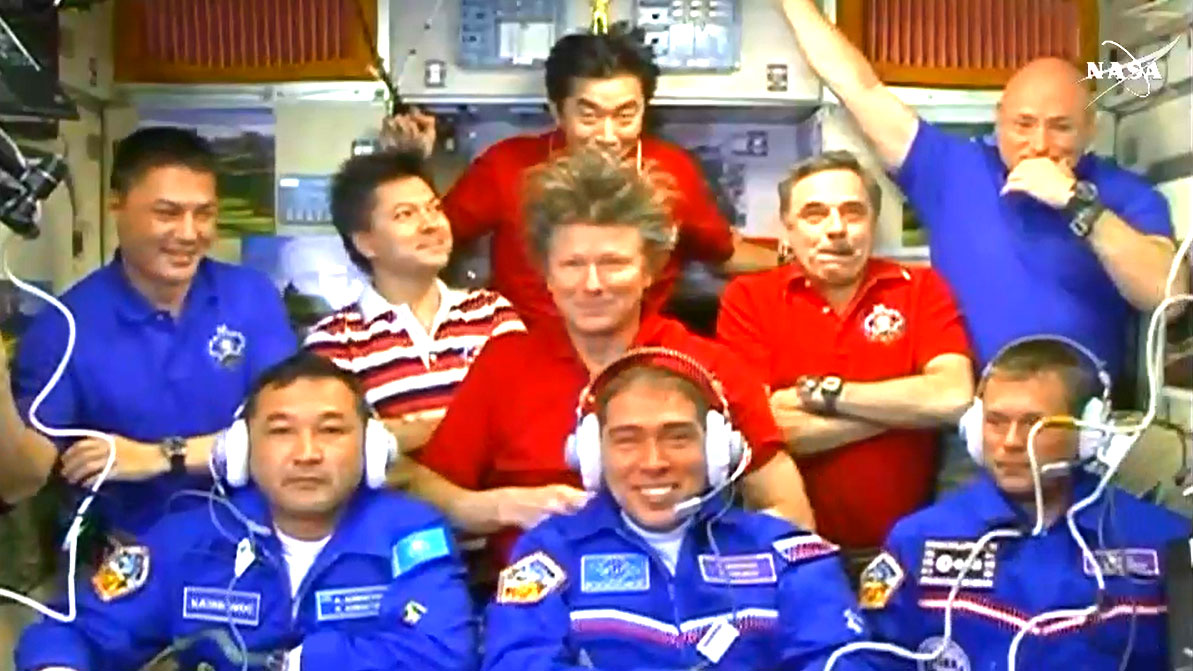
A tripulação da TMA-18M (embaixo de azul) junto com os seis integrantes da Expedição 44 na ISS.
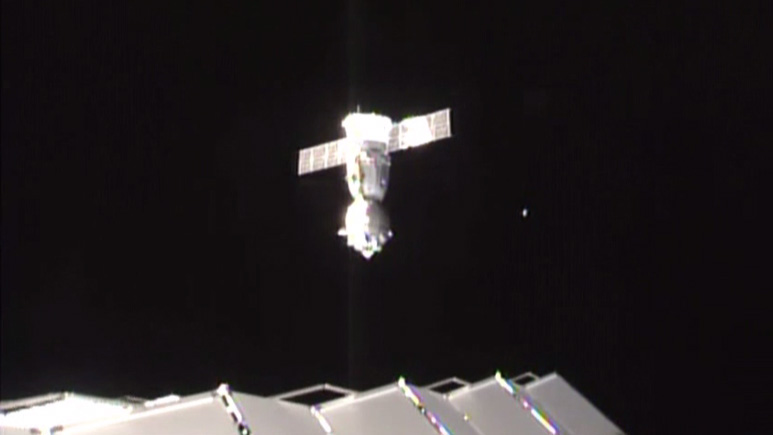
A TMA-18M separa-se da ISS encerrando a Expedição 46
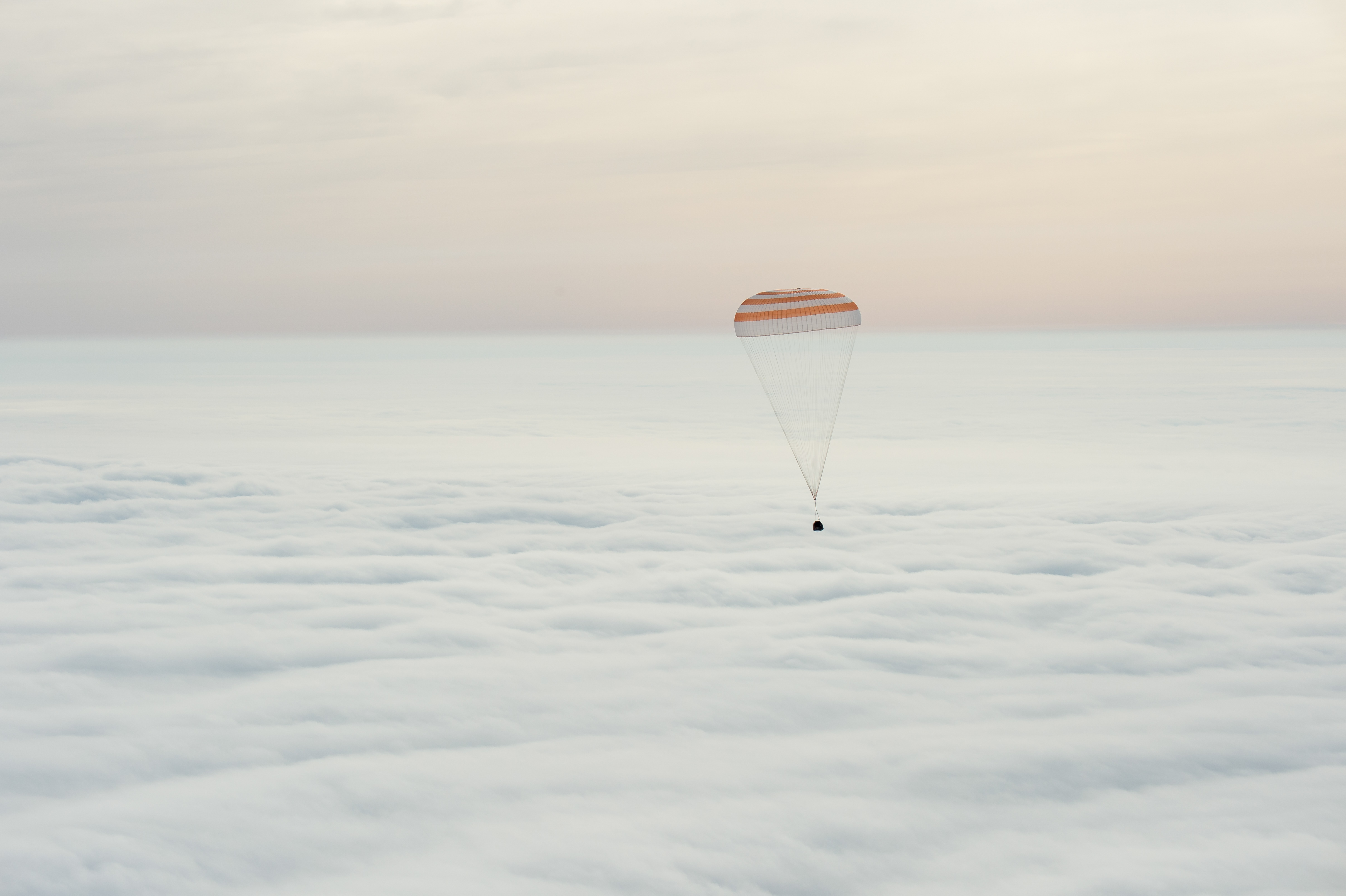
A cápsula desce sobre um tapete de nuvens para o pouso no Casaquistão.
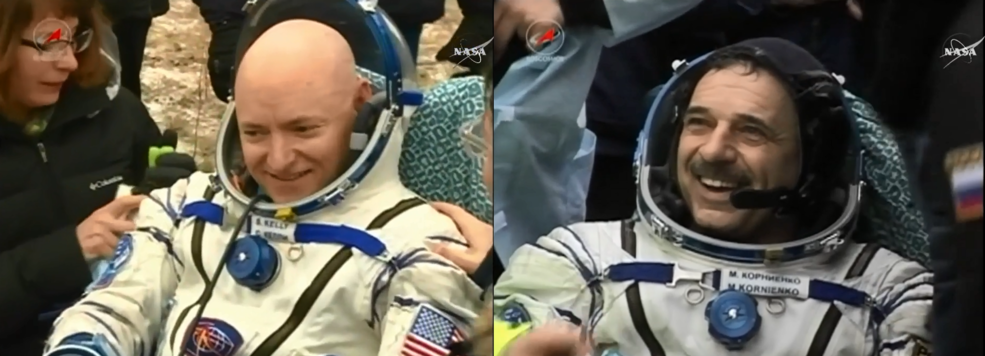
Scott Kelly e Mikhail Kornienko recebidos pela equipe de terra após 340 dias no espaço.